# المتحف البغدادي

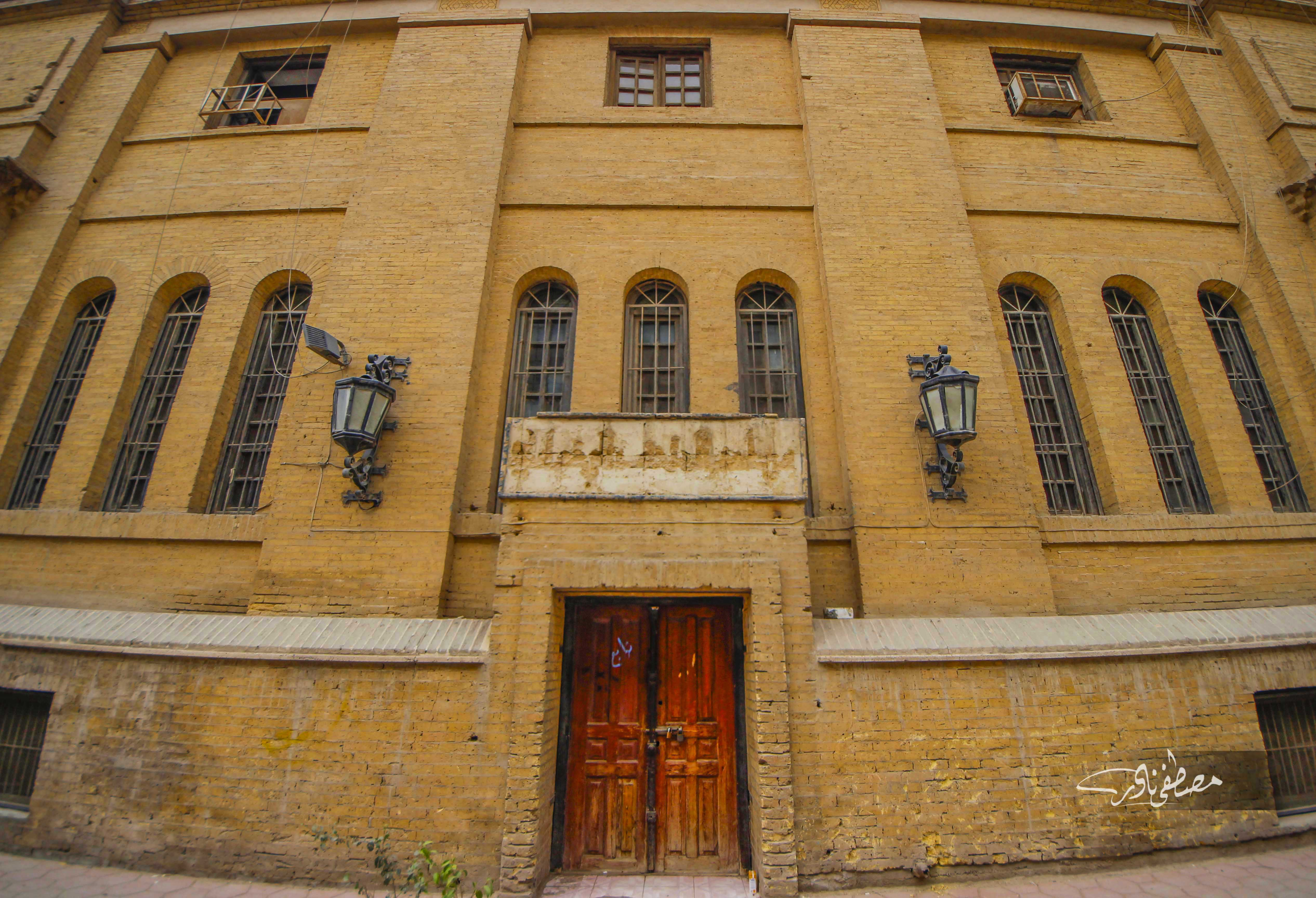
باب المتحف

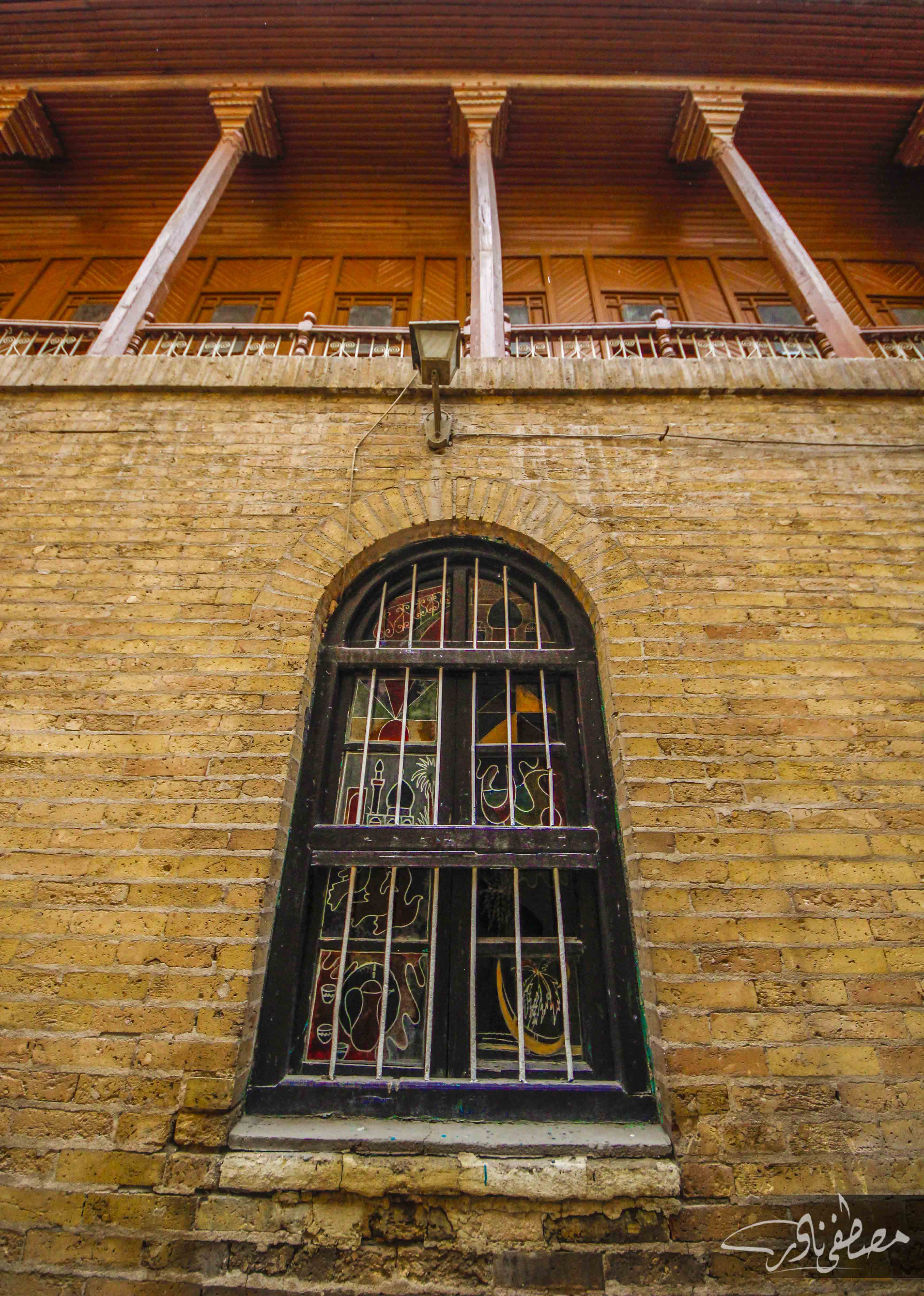
صورة لنافذة بغدادية قديمة في المبنى الخارجي للمتحف البغدادي

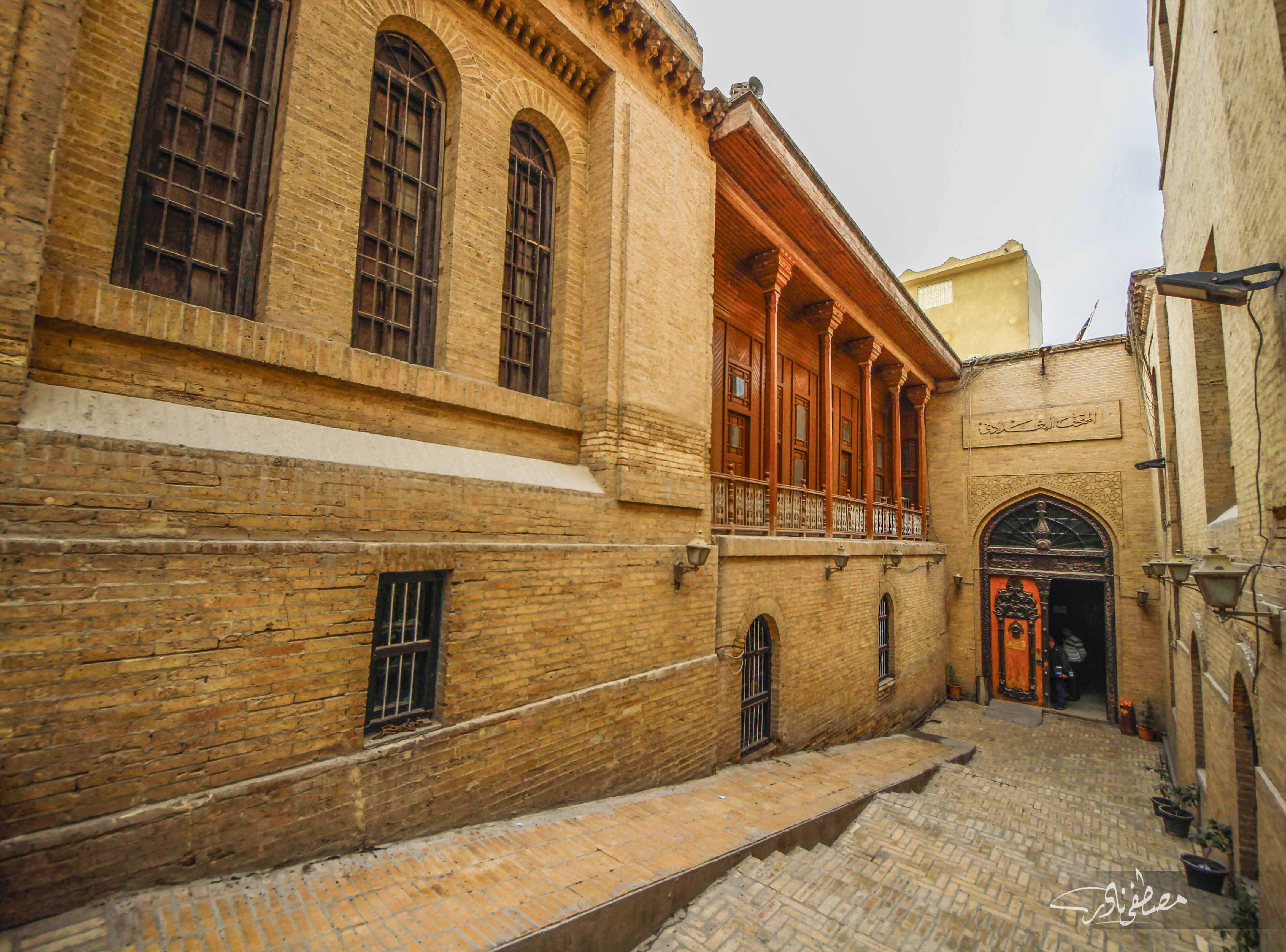
مدخل المتحف

المتحف البغدادي للفولكلور الشعبي ، يضم غالبية المعالم الحياتية لسكان بغداد الأوائل. إفتتح المتحف البغدادي في ١٩٧٠/١/١ بموقعه الحالي على ضفاف نهر دجلة قرب مبنى المدرسة المستنصرية . وتعد بناية المتحف البغدادي من المباني القديمة في بغداد ، حيث يعود تاريخ إنشائها إلى عام 1869م في عهد الوالي (مدحت باشا) الدولة العثمانية. وإستخدمت أولاً كمطبعة لولاية بغداد .
يوثق المتحف البغدادي فترة زمنية من تاريخ بغداد وينقل تفاصيل دقيقة عن حياة البغداديين ويلقي الضوء على التراث البغدادي ونمط الحياة التقليدية لبغداد القديمة . ويستعيد بساطة الحياة وتماسكها الإجتماعي من خلال مشاهد واقعية تجسد الشكل والحركة والألوان التي أبدعها فنانون عراقيون صنعوا تماثيل الشخصيات بلغة ذات صلة بالموروث الشعبي والتراثي للمجتمع البغدادي القديم .

## سبب الإنشاء
عمدت دائرة أمانة بغداد على إنشاء مبنى المتحف البغدادي ليوثق بأمانة وموضوعية فترة زمنية من تأريخ العاصمة بغداد، وينقل للأجيال الحاضرة واللاحقة تفاصيل دقيقة من تاريخ اجدادهم كيف عاشوا، وماذا أمتهنوا وعملوا وكيف مارست العوائل البغدادية طقوسها الحياتية وتقاليدها الشعبية وماذا استعملت تلك العوائل من وسائل وأدوات ومواد منزلية.

## تاريخ المتحف
ترجع فكرة إنشاء المتحف الي امين بغداد الأسبق السيد مدحت الحاج سري بعد أن عاد من زيارته لإحدى الدول المجاورة، وفي رأسه فكرة صمم على تنفيذها وهي تأسيس متحف شعبي في بغداد. وعلى هذا الأساس شرعت أمانة بغداد في عام 1968 بتأسيس المتحف البغدادي. حيث كلف فريق عمل لعمل مجموعة من التماثيل موزعة على 45 مشهدا يمثلون أصحاب المهن والحرف اليدوية من البغداديين. وبعد أن انتهت كافة الأعمال أفتتح المتحف البغدادي بتاريخ الأول من شهر كانون الثاني عام 1970م، وفي موقعه الحالي على ضفاف نهر دجلة قرب مبنى المدرسة المستنصرية.
وفي عام 1985 جرت عليه عملية صيانة وتطوير كبرى لكافة ارجاء المتحف وتعلقت بالأعمال الأنشائية وأنشاء الزقاق البغدادي الذي ضم 39 مشهداً جديداً وانتشرت فيما بينها مائة وسبعة شخصيات لم تكن موجودة سابقاً.
وفي عام 1989 استحدث مرفق جديد في المتحف اكسبه هوية شعبية أكبر بعد أن شيد داخله السوق البغدادي والمطعم البغدادي إضافة إلى تهيئة قاعة مناسبة لاقامة الحفلات الغنائية والموسيقية والمقام العراقي.
تعرض المتحف إلى أضرار كبيرة وأغلقت أبوابه بعد الغزو الأمريكي للعراق عام 2003م، ثم اعيد ترميمه وافتتاحه رسميا في الثامن من آب عام 2008م.

## محتويات المتحف

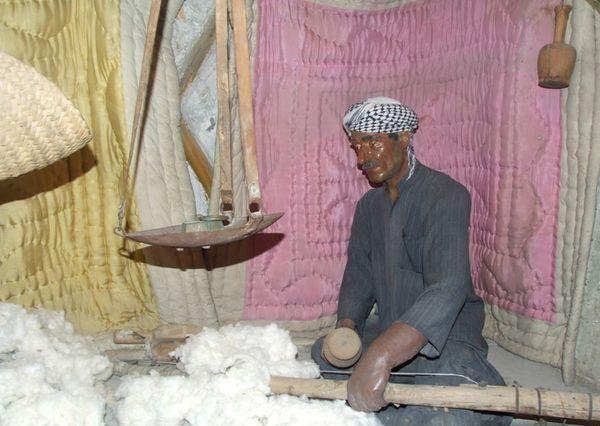
مشهد النداف (إحدى المهن البغدادية)

يضم المتحف 385 تمثالاً توزعت على 77 مشهداً يضاف إلى ذلك نماذج وأدوات خاصة بكافة المواد والمستلزمات والحاجيات والأكسسوارات التي يحتاجها المشهد.
ويحتوي المتحف على مكتبة ضمت خزاناتها وثائق ومراجع ومصادر عن مدينة بغداد بلغ عددها 4830 كتابا احتوت على الحكايات والعادات والتقاليد التي أشتهر بها البغداديون.
ويضم المتحف مجموعة من اللوحات الفنية لعدد من الفنانين العراقيين الرواد من أمثال الفنان حافظ الدروبي والفنان فرج عبو وفنانون آخرون من أجيال لاحقة امثال الفنان سعد الطائي وماهود أحمد وصلاح جياد ونعمان هادي ومحمد مهرالدين وطالب العلاق وفريد أسعد وميسر القاضلي وإبراهيم الكمالي وشاكر الشاوي وجودت حسيب ووليد شيت وكنعان هادي وعقيل الآلوسي وعلاء الشبلي ومحيي خليفة وآخرون.

## المشاهد

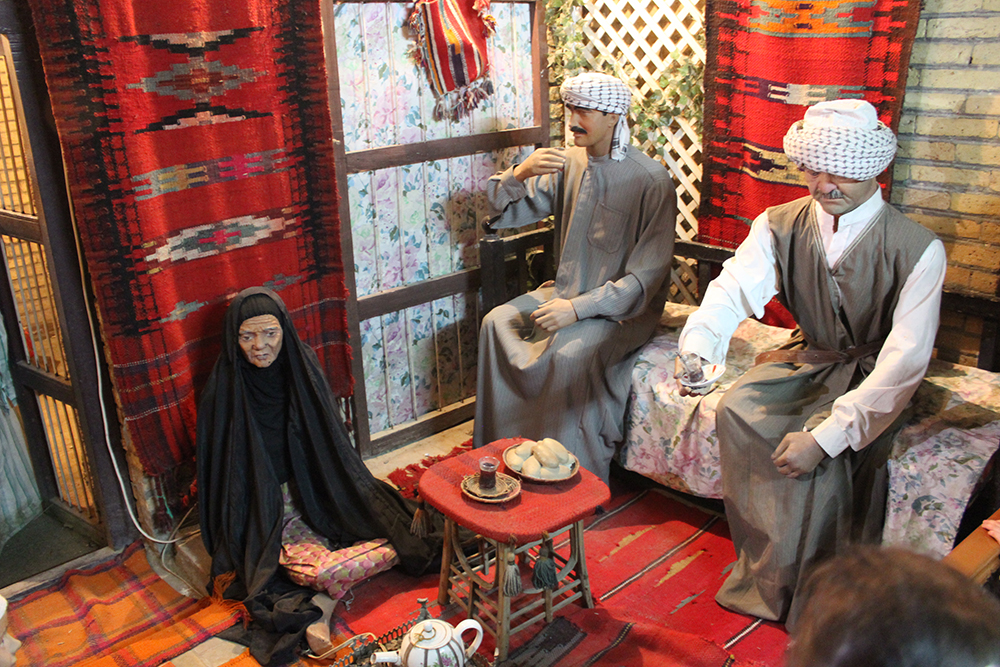
جانب من المتحف البغدادي

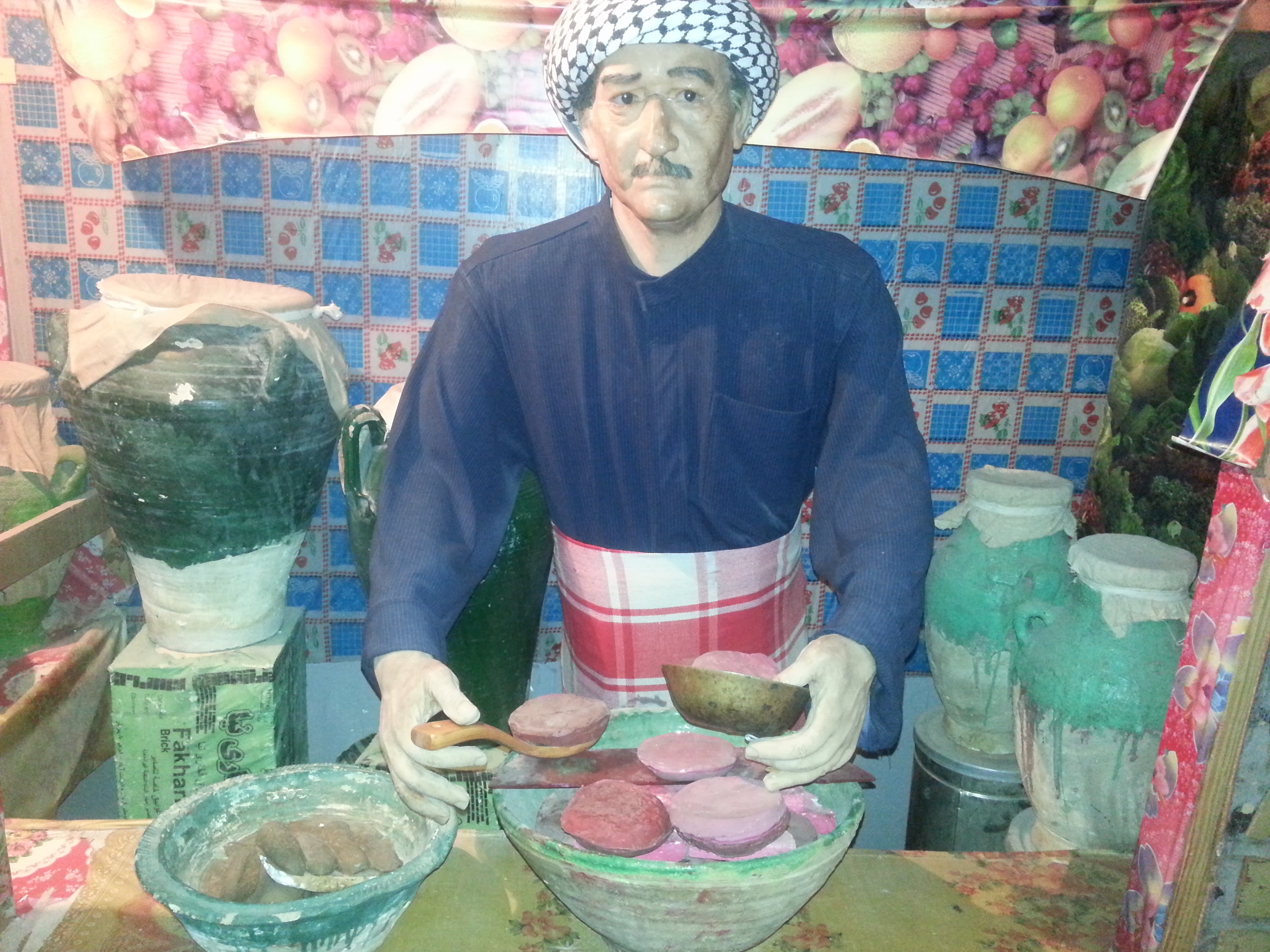
تمثال بائع الأطعمة في المتحف

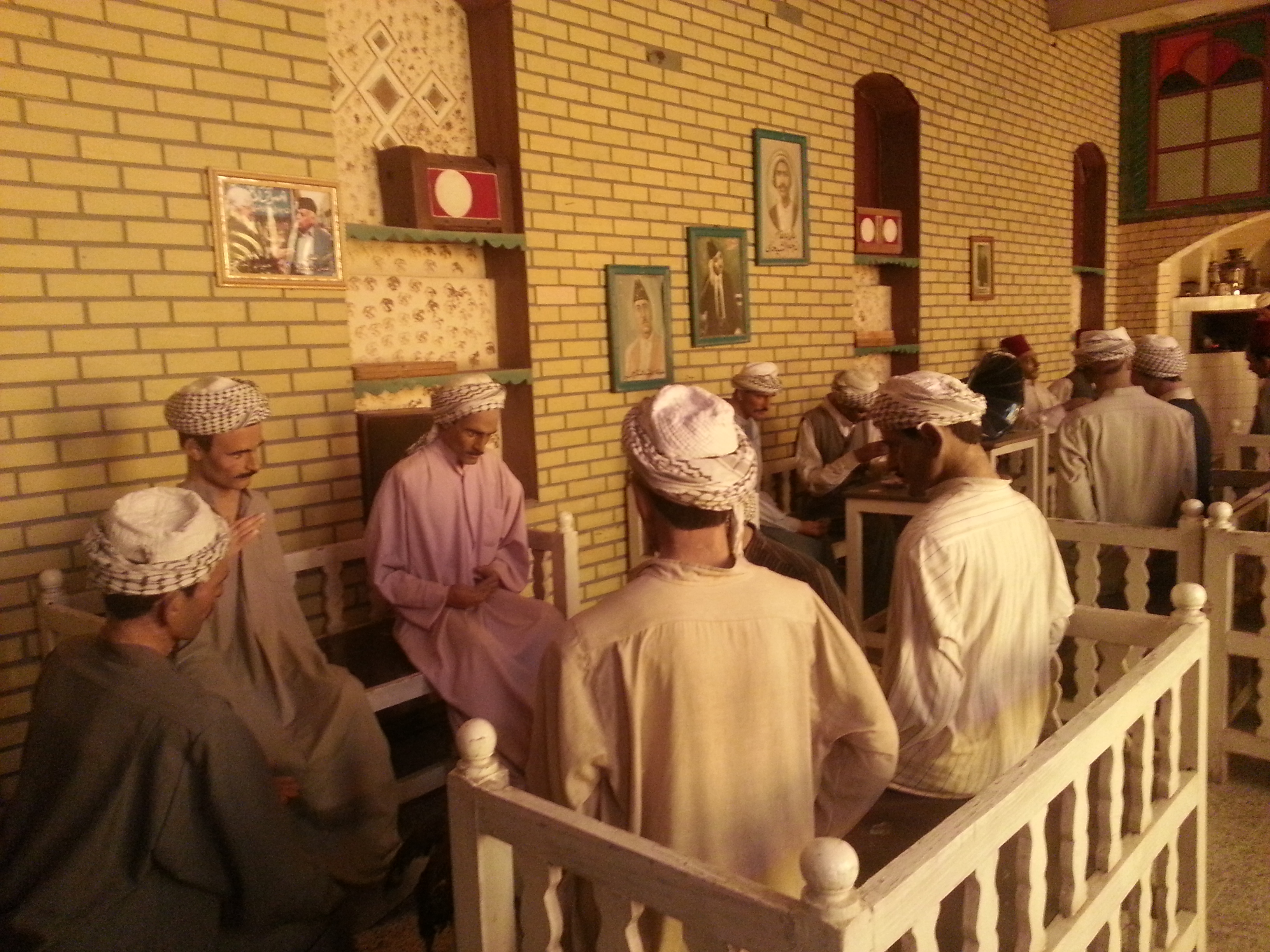
مقهى بغدادي

### البلم
هو القارب أو الزورق النهري الصغير، ومن ينسب اليه يقال لهُ بلام. وقد عرفت بغداد في أيام العباسيين عدداً كبيراً من البلامة (الملاحين) الذين كانوا يتكسبون بزوارقهم الصغيرة. ففي القرن العاشر الميلادي كان نهر دجلة يبحر بهِ ويعبرهُ حوالي ثلاثين ألف زورق ولقد قدر المؤرخون دخل ملاحيها اليومي بتسعين ألف درهم في حينها.
وكانت العادة جارية عند اصحاب الزوارق - على شواطيء نهر دجلة - ان يفصلوا بين النساء والرجال في زوارقهم عند عبور النهر، لأن المجتمع البغدادي لم يحبذ الأختلاط بين الجنسين.
وفي مطلع القرن الثاني عشر حتى منتصفه منع رجال الحسبة (السلطة البلدية) نساء بغداد من عبور النهر في القوارب مع الرجال. وقد أدى هذا المنع إلى وقوف الشباب على جسور بغداد يمتعون العين والقلب بمشهد النسوة العابرات في الزوارق بين الكرخ والرصافة ويغازلونهن بالكلمة العذبة، واحياناً كان فتى الجسر وامرأة الزورق يتراشقان بالمقاطع الشعرية ويتعاهدان على الموعد.
وكان البلام البغدادي يقف بزورقه والمجدافان في يديه عند إحدى شرائع دجلة المنتشرة في جانبيه ليحمل الناس رجالاً ونساءاً من شاطيء إلى شاطيء في مواضع معروفة تنفذ أما إلى سوق وأما إلى شارع.
ولعب البلم دورا كبيرا في الحياة البغدادية عندما شارك في نقل الجنائز ومشيعيها يوم كانت المروءَة عماد الأخلاق، كما أسهم في تهريب اللصوص من يد العدالة حينما كانت بغداد نهبا للغزاة الاجانب. وحسبه خلودا اليوم إنه أصبح وسيلة لصيد الأسماك ونقل البضائع والأمتعة وحمل الناس إلى مواطن اللهو والاستجمام.
وقد راجت مهنة أصحاب الزوارق وصناعتها رواجاً كبيراً يوم كانت جسور بغداد محمولة على الجساريات العائمة. وكانت الزوارق يومذاك تتهادى فوق دجلة مع غروب الشمس في نزهة نهرية، وكان بعضها يحمل التنتة (ستارة) الجميلة التي تعصم الأزواج والعشاق من النظرات المتطفلة.

### التتنجي (بائع التبغ)
لم تكن مهنة التتنجي معروفة أيام الدولة العباسية أو خلال العهود التي تلت سقوط بغداد على أيدي المغول، ولكنهُ ظهر لأول مرة في بغداد أوائل القرن السابع عشر مع انتشار التدخين بالتبغ حيث كان من منتجات العالم الجديد بعد اكتشاف قارة امريكا وأنتشر في أوروبا والشرق الأوسط بواسطة التجارة.
وقد أحدث ظهور التبغ في بغداد يومئذ كثيرا من القيل والقال بصدد تحريمه، فكان التتنجي (بائع التبغ) البغدادي المسكين هدفا للاضطهاد بسبب الفتاوي الشرعية التي حرمت التبغ والتدخين على متعاطيه، ولكنهُ كان يجد عزاءه الوحيد في مناصرة المجارية (أصحاب الحمير) وفقراء الناس له ودفاعهم عنه باعتبارهم الرواد الأوائل للتدخين، ثم فقدت الفتاوى الدينية حرارتها سنة 1648 حينما قررت السلطات الحاكمة وضع المكس (الضريبة) على التبغ، فانتعش التتنجي البغدادي من جديد، وجلس مزهوا في دكانهِ يغازل أكياس التبغ التي كانت تنقل إليهِ من منطقة شهربان ومن أراضي الحلة وكربلاء، ومع مرور الزمن صار تاجراً معروفاً يقدم لأهل بغداد أنواع التبغ وأوراق السكائر ودفاتر اللف والتبغ الهندي والشيرازي و (أبو جلود) المعطر والبرنوطي (حشيش الأنف) وغير ذلك.
وقد اعتاد التتنجي البغدادي ان يضع في مدخل دكانه تختة (وهي خشبة سميكة من التوت كالمنضدة) ليقطع عليها حزمة التبغ بالثرامة (وهي سكين حادة) وذلك بعد رش الماء عليها، ثم يقدمه وجبة سائغة لمدخني النركيلة من زبائنه.

### أمّ الباقلاء
ترتبط الباقلاء في بغداد ببائعها وجوداً وعدماً، فاذا كان موسمها الزراعي هزيلاً هرب بائعوها إلى مهنة أخرى. وقد شاع في بغداد طبخها وحدها لأن البغداديين ولا سيما فقرائهم يميلون إلى ذلك. وكانت الباقلاء أيام العباسيين تباع جزافاً بلا وزن، ولكنها بيعت سنة 1073 لأول مرة بالميزان لقلة محصولها في أسواق بغداد بسبب موجة الجراد.
واعتاد البغداديون عهد ذاك ان يسكبوا عليها دهن السمسم أو دهن الجوز بعد ان ينقعوا فيها الخبز ليعملوا مايسمى بثريد الباقلاء.
وكان ماء الباقلاء هدف الفقراء من البغداديين في القرن العاشر الميلادي، اذ كانوا يشترونه ليقتاتوا بالأرغفة التي تنقع فيه، وكانوا يضعون عليها عصير الليمون والسماق المدقوق ناعما تنشيطا للشهية.
ومما كان يدل على كثرة الباقلاء وعلى رخصها في أسواق بغداد هو انتشار بيعها في كل مناطق بغداد.
وكانت شخصية أم الباقلاء هي إمرأة (عجوز أو أرملة شابة) إعتادت أن تجلس في رأس الزقاق مع القدر المفعم بالباقلاء المسلوقة وماء الباقلاء، فيتداعى إليها أطفال المحلة ونساؤها يحملون الصحون والأرغفة اليابسة، فتأخذ منهم هذه الأرغفة لتدسها في القدر، وبعد التأكد من طراوتها تخرجها وتوزعها في صحون أصحابها، ثم تغطيها بمقدار من الباقلاء وترش عليهِ مسحوق البطنج. وقد اعتادت بعض النسوة ان يميزن أرغفتهن عن الأرغفة الأخرى بتثبيت خيط خلال الرغيف حتى لايضيع في زحمة القدر.

### جراخ الخشب
تعتبر الجراخة من الصناعات المتحدة بالنجارة لاعتمادها على مادة الخشب. ويتوزع الجراخون البغداديون على جميع فنون الجراخة، فبينهم من اختص بفن واحد ومنهم من هيمن عليها جميعا، وقد عرفت بغداد منذ عهد بعيد جراخ الخردة كار الذي يمارس نحت القطع الخشبية مخططة وغير مخططة. كما عرفت الجراخ المغزلي. وهناك بين النجارين من اختص بجراخة البكرات ومقابض السكاكين والأبواب والدواليب، أما جراخة (اللاش) فقد اختص اصحابها بمهود الأطفال ورمانات التخوت (أي مساندها اليدوية).
وامتاز الجراخ البغدادي بالذوق الرفيع والصبر الجميل والمهارة المؤكدة في صناعته دون ان يقيم وزنا للمشقة والجهد خلال عمله اليومي، ولذلك ندر الاختصاص بين النجارين بفنون الجراخة، ومن هنا كانت الجراخة من الصناعات الفنية التي تقتضي أعمال الزركشة والزخرفة، فالجراخ البغدادي ليس سوى نجار فنان يخلق من قطعة الخشب أو من قطعة التوت والليمون ما يستقيم للحاجة أو صناعة لعبة أو متاع. وهو فوق ذلك محرك أساسي في عملية الجراخة، لاعتماده فيما يجرخ على يديه وقدميه.
ومن أدوات الجراخة التي يؤدي بها الجراخ عمله، مايسمى بالقوس إضافة إلى (المشباية) وهي قضيب من الحديد تسنده ماسكتان احداهما متحركة والأخرى ثابتة.
ويعتبر الجراخ في بغداد صديقا لجميع الأطفال والصبيان الذين أستهوتهم لعبة المصاريع (الخذاريف الخشبية)، فهم زبائنه في موسم الربيع وهم دون سواهم يحتملون مزاجه العصبي.

### الجَلَج (وسيلة نقل نهري)
كان الجلج (أو الكلك أو الرمث وجمعه أرماث) من أشهر وسائل النقل في العراق القديم فهو وسيلة نهرية استخدمها القدماء في الحروب والتجارة والأسفار، وكانوا يجدون في خير ملجأ يقيهم من الأمراض والأوبئة.
وكان الجلج يمر ببغداد أو يرسو فيها خلال رحلته الطويلة في نهر دجلة، وقد شوهد هذا الجلج وسيلة نقلية على نهر دجلة خلال تفريغ حمولته في بغداد سنة 1563.
ينطلق الجلج من الموصل أو تكريت مثقلا بالمنتوجات الزراعية المختلفة أو البضائع التجارية، وهو يتألف من عدد من القرب المنفوخة ترقد فوقها أعمدة خشبية مشدودة بالحبال، وفي مؤخرتهِ قفص كبير فيهِ ديك وعدد من الدجاجات. وفي الجلج أيضا تنور يستخدمونه في تجهيز الخبز، فاذا بلغ بهم بغداد وقف عندها لتفريغ الحمولة وتفكيك اجزائه، وعندئذ تباع حبالهِ واأعمدته الخشبية ومافي قفصهِ من دجاج، ثم يرمى التنور في قاع النهر. وكان البغداديون يقبلون على شراء القرب المنفوخة ليستعملونها في السباحة وعبور النهر وفي معاركهم النهرية.
ومن الجدير بالتنويه ان السلطان العثماني مراد الرابع قد استخدم الأكلاك في نقل مدفعية جيشه إلى بغداد، وكان من ضمنها طوب أبو خزامة المعروف.
وفي منتصف القرن العشرين اختفى الجلج من مسرح الملاحة النهرية في بغداد.

### الحايج
اشتهرت الحياكة وصناعة النسيج في بلاد الرافدين، وكانت هذه الصناعة أيام الدولة السومرية، واسعة الانتشار ويشرف عليها مراقبون على أحدث طراز من الاشراف الحكومي على الصناعات. وقد وجد نول النساج يتحرك في أقدم عهود التاريخ البابلي. وبعد بناء بغداد ازدهرت صناعة الغزل والنسيج فيها ثم بلغت أوج أزدهارها في القرن العاشر للميلاد. وكان البغداديون يكرهون الحائك لانفته من النزول بين أصحاب الصنائع الأخرى، ولذلك قصوا حول مهنتهم الحكايات الساخرة.
واشتهرت (باقداري) القرية البغدادية بصناعة الثياب القطنية، كما أشتهرت محلة العتابية بالكرخ بروائع منسوجاتها.
وكان الحائك البغدادي ملزماً بمراعاة التعليمات التي كان المحتسب يصدرها بين حين وحين فهو بموجبها كان إذا أخذ غزلاً من شخص لينسجه، يأخذه بالوزن، فاذا نسجه ثوباً غسله ثم دفعه إلى صاحبه بالوزن أيضاً.
وكان هناك قديما أكثر من 200 معمل (دكان) لصناعة العباءَة تنتج أكثر من 40 ألف عباءَة من مختلف الألوان، وهناك مايقارب 130 معملاً للأحزمة القطنية (الحياصات)، و200 معمل للأحزمة الحريرية.
واعتاد الحائك البغدادي أن يحيك مختلف الأقمشة الصوفية والحريرية. ومما يذكر في أوائل القرن السابع عشر انه كان في بغداد ما لايقل عن أربعة آلاف نول حياكة.
وكان حاكة باب الشيخ يحيكون الأزر الحريرية كما إن منطقتي الأعظمية والكاظمية كانتا من محلات الحياكة المشهورة.
وقد عرفت من أسماء الأقمشة والمنسوجات البغدادية القديمة مفردات كثيرة أصبحت اليوم غريبة منها: قدغ وبيلدار ومرمري وغيرها.

### جراخ السكاكين
من المألوف عند البغداديين قبيل القرن العشرين انهم كانوا يشاهدون صباح كل يوم عددا من الرجال يغادرون بيوتهم وهم يحملون على ظهورهم دواليب الجراخة سعياً وراء الرزق في محلات بغداد.
ويبدو من الوقائع التاريخية لسنتي 1854-1855 المتعلقة بأصحاب الحرف والمهن أجورهم اليومية والشهرية ان جراخ السكاكين لم يكن موجودا بينهم، وهذه الحقيقة تدل على ان مهنة شحذ السكين والساطور والمقص كانت مهنة جديدة في بغداد وانها كانت قبل ذلك من اختصاص الحدادين في بغداد، بل هي تدل أكثر من ذلك على ان بغداد كانت تخترع في ظل الحاجات الضرورية ما كان يوفر لاهلها اسباب المعيشة والرزق.
وقد اعتاد جراخ السكاكين ان يثقل كاهله بدولاب خشبي يركب على مداره قرص من حجر المسن (الكوربراندم) يدور حوله بواسطة قايش جلدي مربوط بعجلة يحركها الجراخ بقدمه اليمنى. وعندما يدور القرص بالسرعة المطلوبة يضع الجراخ عليه الوجه القاطع من السكين أو المقص أو غيرهما، وعندئذ يتطاير الشرر متلاحقا فيكون في ذلك مدعاة لاطمئنان ربة البيت التي كلفته شحذ ما ارادت من سكاكين وأدوات.

### الملاَّ والصبيان
يعتبر الملا من الرواد الأوائل الذين كافحوا الأمية في مدينة بغداد، وعلموا ابناءَهم كتابة الحرف العربي.
وكان الملا في العهد العباسي معلماً عملاقاً يتفجر ثقافة ويتحلى بارادة قوية يغبطه عليها معلمو القرن العشرين. وكانت مدرسته تتسع لثلاثة آلاف تلميذ، ولهذا كان يحتاج ان يركب حماراً يتنقل به بين ابهاء معهده ليشرف على سير الدراسة فيه ويراقب سلوك تلاميذه.
ثم تداعت الخلافة، واضحى الملا يستفرغ جهده في التعليم متحديا شظف العيش بابتسامة عريضة.
رزح معلمو بغداد تحت وطأة الفقر المدقع طوال الحكم المغولي وحتى أوائل القرن العشرين وهم مثابرون على اداء رسالتهم التربوية.
ان شهرزاد قد حددت في الف ليلة وليلة المعلم في شخص رجل أمي ضاقت به سبل العيش فلم يجد في غير التعليم ما يملأ معدته خبزاً، وابان الاحتلال العثماني وما تلاه من الاحتلال الانجليزي كان الملا البغدادي منزويا في أركان المساجد أو في جحور مظلمة يعاني من الفقر، وكان يسير من زقاق إلى زقاق في مقدمة تلاميذه خلال الاحتفال بختم القرآن وهم آخذون سبيلهم إلى بيت الخاتم السعيد، وكان يبتسم بمرارة حين يردد تلاميذه في موكبهم (الله ينصر السلطان... آمين).
وكان الملا يعلم صبيانه مباديء القراءة والكتابة والعمليات الأربع من الحساب وهم جالسون على حصران القصب. وكانت لهُ صلاحية واسعة في التأديب وأداء الواجب والتزام الهدوء. وكانت عقوباته تتفاوت بتفاوت المخالفة، وهي تتراوح بين الغرامة النقدية أو وقوف التلميذ على رجل واحدة لمدة معينة وبين ضرب القدمين بالعصا بعد كبسهما بحبل الفلقة.
وكانت كتاتيب الملالي في بغداد من موارد الرزق، وكانت نوعين أحدهما للبنين ويديره الملا والآخر للبنات وتديره الملاية.
واعتاد الطفل البغدادي ان يمكث تحت رحمة الملا من شروق الشمس إلى غروبها. وقد تخلص الأطفال من هذا السجن بعد انتشار المدارس الرسمية الحديثة.

### مُبَيّض القدور
بعد ان تكاملت أدوات الطبخ وأواني التنظيف في البيت البغدادي أيام حكم الدولة العباسية، وظهر المبيض بين أرباب الصناعات والمهن الشعبية مختصا بتبييض الأواني والقدور والأوعية النحاسية.
وكان البيت البغدادي يلوذ بالمبيض كلما شعر بطغيان اللون الأحمر على أدوات مطبخه ومغسله ومأكله ومشربه، لدلالة ذلك اللون على الوجه الحقيقي للنحاس، لانه كان يعلم جيدا ان استعمال هذه الأدوات يؤدي إلى التسمم وإلى فساد المطبوخ.
وللمبيض في بغداد دكاكين خاصة يقع أغلبها في مناطق الحدادين والصفارين. وفي كل دكان حفرة عميقة ينجز فيها المبيض عمله واقفاً، وفيهِ كذلك منخفض في أرضه يستعمله عمال المبيض في عملية جلاء الأدوات وتخليصها من آثار الاوكسيد، وذلك باستعمالهم الأرجل في دلكها بحركة نصف دائرية، ولابد في هذه العملية من الاستعانة بالرمل والحامض وغيرهما.
ويعتمد المبيض اعتمادا كليا على الكورة، وهذه توقد بالمنفاخ، وبنيرانها تصلي الأواني تسهيلا لذوبان القلاي وغليها وفق الأسلوب التقليدي. ومن لوازم هذه المهنة مادة (النشادر) وهي مطحونة ناعمة، وذلك لضرورتها في التبيض.
واعتاد المبيضون ان يضعوا ما يبيضوه في الماء، واحياناً يحتاجون إلى مادة القير ليسودوا بها قواعد القدور وحواشيها.
وكانوا قبل اليوم يطوفون في أزقة بغداد يؤكدون استعدادهم لتقديم خدماتهم إلى البيوت. واليوم كسدت صناعتهم وخلت أسواق بغداد منهم نتيجة استغناء الناس عن الأدوات النحاسية، ولكن مما يجب ان لا نجهله هو ان صناعتهم قد ازدهرت أوائل القرن التاسع عشر في بغداد على أثر استيراد القلاي من قارة أوروبا.

### أبو الفُرَّارات
الفرارة لعبة تشبه المروحة الكهربائية، كان الطفل البغدادي يصنعها من الورق الملون ويثبتها في نهاية قطعة نحيفة من جريد النخيل ليحركها في الهواء إذا ركض بها.
وقد انحدرت الفرارة إلى الطفل البغدادي من الطفل العربي الذي كان من أبناء الجاهلية، لانها كانت معروفة عند العرب يومئذ، ومن هنا اعتبارها لعبة وراثية.
وفي الربع الأول من القرن العشرين انتشر باعة الفرارات في انحاء بغداد، وكانوا يتجولون في أزقة المحلات، ويستدرجون الأطفال إلى شرائها منهم بالأغاني الجميلة والنداءات الجذابة.
وكان نداء بائع الفرارات يوطد وشائج الود بينه وبين أطفالنا المأسورين به، لانه في رأيهم من الفنانين الحاذقين.
والمعروف ان أغلب باعة الفرارات في بغداد كانوا يقنعون بالسير مما يقدم اليهم ثمنا للفرارة وكانوا أحياناً يتبرعون بها لمن يستحق من الفقراء.
ودخل بائع الفرارات في كنايات البغداديين بقولهم (بايع فرارات بخبز) تعبيرا عن الرجل الذي يكسب رزقه بشتى الوسائل الماكرة. ويعتقد مؤرخوا التراث الشعبي البغدادي ان هذه المهنة ظهرت في بغداد أيام المجاعة ولذلك بيعت الفرارات لأطفال بغداد برغيف من خبز.
والجدير بالتنويه ان العقيد الإنكليزي لجمن (الذي قتله العراقيون في ثورة العشرين) كان يبيع الفرارات قبل الحرب العالمية الأولى ببغداد وغير بغداد منتحلا زي الدراويش، وبذلك اساء إلى هذه المهنة الشريفة.
واعتاد بائع الفرارات ان يحمل على كتفه عصا طويلة خبطت في اعلاها سيقان الحلفاء وغرزت فيها الفرارات الملونة.

### أمّ المهافيف
من بركات شجرة النخيل في بغداد ان تأخذ أم المهافيف مكانها المناسب بين باعة المصنوعات الشعبية. وأم المهافيف امرأة فنانة تنسج من خوص السعف مما يؤدي مهمة المروحة في أيام الصيف الحارة، وتبيع أنتاجها بثمن بخس.
لقد أشتهر المراوحيون (وهم باعة المراوح اليدوية) في بغداد تحت ظل الخلافة العباسية وفي عهود الانحطاط التي تلت الحكم المغولي، وكانوا كسواهم من الباعة يخضعون لرقابة المحتسب. وكانت صناعتهم رائجة ومضمونة ما دامت النخلة تجود بخيراتها، ومادام الصيف البغدادي يلفح الوجوه بحرهِ الشديد.
وتعتبر أم المهافيف من سلالة أولئك المراوحيين الذين أنعشوا مناخ بغداد بالنسمات العليلة البليلة لقاء ثمن رمزي لا يرهق جيوب الناس، وهي كأسلافها من قدامى البغداديين تفننت في صناعة المراوح اليدوية (المهافيف) وفي تلوينها بشتى الأصباغ وزخرفتها بالأشكال الهندسية الدقيقة، حتى انها قلدتهم في كتابة بعض الآيات القرآنية والاحاديث النبوية والامثال السائرة والنصوص الأدبية الطريفة وأبيات الشعر على مراوحها لتغري البغداديين بشرائها.
واعتادت أم المهافيف ان تختفي شتاء وتظهر صيفا في المحلات المزدحمة بالناس كمداخل الأسواق، وأصبح من المألوف لدى البغداديين ان يروها تبيع مهافيفها إلى المناطق المشهورة بالأضرحة المقدسة في أنحاء مختلفة من بغداد، ولذلك لكثرة الزوار فيها.
ويقبل السائحون الاجانب عادة على شراء المهافيف البغدادية ليعرضوها في متاحفهم الاثنوغرافية في بلدانهم أو ليتباهوا بها في بيوتهم.

### زفة العريس
الزواج ضرورة اجتماعية لا يحتكرها شعب دون شعب فهو مباح في المعمورة وفق مراسيم وطقوس تتفاوت بتفاوت الشعوب. ولذلك كانت زفة العريس موضع حفاوة الناس في كل مكان، غير ان الزفة البغدادية انفردت بطابع مسرحي لانظير له، فهي ماتزال تتخطى العرف الاخلاقي باغنيها الجريئة التي تواطأت عليها الهوسة الشعبية والفوانيس والسراديج والطبول والمزامير.
وتمهد الزفة البغدادية للعريس طريقة إلى ليلة الدخلة، وهي تبدا مساءاّ بعد الفراغ من وليمة العشاء التي يقيمها العريس لاصدقائه أو يقيمها هؤلاء له، وقد اعتاد الزفافة ان ينطلقوا بعريسهم إلى أحد المساجد لاداء الصلاة، ويعودوا به إلى بيته في مهرجان عامر بالهوسات والاهازيج والطلقات النارية، وحين يقتحم غرفة العروس يكون بذلك قد كسب نصف الدين.
وللزفة البغدادية تفاصيل رائعة يتمثل بعضها في العريس بملابسه النظيفة الانية وبعباءته الفضفاضة وقد تهادى في مشيته بين صديقيه اللذين يماثلانه قواماً وهنداماً، ويتمثل بعضها الآخر في الكثرة الكاثرة من اصدقائه وهم يمشون خلفه على ضربات الطبل والنقارة ونغمات المزمار.
ومن تقاليد الزفة البغدادية ان يكسر أحد أبناء المحلة عدداً من الأباريق عند خروج العريس من باب المسجد، وان يتصايح الزفافة خلال الزفة بقولهم (شايف خير... ومستاهلها). وتنتهي الزفة لتبدأ مباهج الليلة الأولى التي يباركها الناس بالدعاء متفائلين: (منك المال ومنها البنون).

## مُجَلِّد الكتب
حين بدأ عصر التدوين في بغداد، في صدر الدولة العباسية تلازم الفكر العربي والكتاب تلازماً لا فكاك فيه، واضحى الكتاب أصدق جليس للمثقف البغدادي عهدئذ وأصبح وسيلة مشروعة للثراء، لانه كان يحرك حوافز الجود في نفوس الخلفاء والحاكمين.
وراجت مع الكتاب صناعة التجليد والزخرفة والتذهيب، وتهافت المؤلفون الاوائل وهواة الكتب على حوانيت المجلدين قبل اقدامهم على اهداء مخطوطاتهم إلى الخليفة أو الوزير المسؤول.
ومايزال الكتاب البغدادي المجلد زينة المتاحف وفخر المكتبات العامة والخاصة حتى يومنا هذا. ومما يجب ذكره في هذا الصدد ان بعض طلبة العلم في مساجد بغداد قد اختصوا بصناعة التجليد باديء الامر على طراز بدائي لاتعقيد فيه، ثم انتقلت منهم إلى الصناع الماهرين الذين عززوا مهنتهم بالذوق الفني. وكانوا يتوسلون إلى التجليد المحكم بالمكابس الخشبية الضاغطة والمغارز والمخايط والمبارد، فهم بعد ان يضغطوا على مجاميع الاوراق يشدون ازرها بالقطع الجلدية والاصماغ، ثم يجلدونها ويصقلون حواشيها.
ثم تطورت اساليب التجليد، واستورد المجلدون احدث المكائن والمقاصيص من خارج العراق وراجت صناعتهم رواجاً كبيراً، وهم أضافة إلى ذلك الحقوا الشيرازة بصناعة التجليد وهي عبارة عن خيوط حريرية مضفورة يحركونها على طرفي الكتاب تحت الجلدة التي تجمع بين اصول الصحائف، كما أنهم مهروا في تغليف قاعدة الكتاب المجلد ودفتيه بالشمع، وكذلك في كتابة عنوان الكتاب واسم مؤلفه أو صاحبه بالحبر الذهبي بطريقة الكي الكهربائي، ومازال وجود المجلدين في شارع المتنبي برصافة بغداد وفي الكاظمية بكرخها قائماّ إلى يومنا هذا.

### الغزّالة
ظهرت الغزّآلة أول ما ظهرت في الاحياء البغدادية الفقيرة لكي تواجه الحياة ببسالة تقيها ذل الاستجداء.
و الغزّآلة، مع جميع العهود التي اجتازتها بغداد، امرأة احوجتها تكاليف العيش إلى العمل الشريف لتضمن لقمة الخبز، وترتفع باطفالها أو بنفسها عن العطف اللئيم. وكانت هذه المرأة وماتزال تغزل الصوف في بيتها بمغزلها الخشبي بعد شرائه من بعض البيوت البغدادية التي تتعاطى بيع الصوف.
وهناك بعض الغزّالات من تشتري جزة الخروف كاملة، فتغسلها جيداً ثم تجففها تمهيداً لتمشيطهاً، وهي تستعمل لهذا الغرض مشطاً خاصاً يتألف من لوح خشبي تتوازى فوقه ثلاثة صفوف من الاسنان الحديدية.
وبعد فراغها من عملية المشط تشرع بغزله، وتلف المغزول حول دولاب من القصب يسمى (سربس) ثم ترشه بالماء وبعد جفافه تنزعه من السربس وتوزعه إلى وشائع... وأخيراً تبيع هذه الوشائع للحائك ليحوك منها ما يشاء من الشفوف والابسطة.
وقد تقوم الغزّآلة ببرم الحرير على مغازل خاصة لتبيعه إلى حاكة الفوط.
ويعتمد الحائك البغدادي اعتماداً ملحوظاً على الغزّآلة وهي بدورها تعتمد عليه... فهما يتعايشان اقتصادياً ويتعاونان على تجهيز البيت البغدادي بالمفارش والأغطية والملابس.
ولم يعد للغزالة اليوم وجود، فقد ضاقت بها سبل الرزق بعد تراكم الانسجة والاقمشة والبطانيات في الأسواق والمخازن.

### الصَفَّار
كان البغداديون في أيام خلافتهم العباسية يطلقون على الصفار اسم (النحاس) وكان النحاسون يخضعون لاحكام الحسبة ورقابتها ضماناً للثقة التي يطمحون اليها... ولذلك لم يحاولوا مزج النحاس المكسور من الاواني وغيرها بالنحاس المعدني غير المستعمل وأنما كانوا يسكبون كل واحد منهما على انفراد ويصنعون منه مايشاؤون من ادوات الطبخ والغسل.
وكانت صناعة الصفر في بغداد تهيمن على الحاجات اليومية وامتعة البيت كالقدور والصينيات والاباريق والاواني والجرار ودلال القهوة والمباخر والقناديل وغير ذلك.
ومن لوازم الصفار في صناعته أنواع مختلفة من المطارق والكماشات والمبارد والسنادين والكور وهم يعمدون إلى تزيين مصنوعاتهم بالكتابات والنقوش والتصاوير.
وماتزال سوق الصفافير في بغداد من أثمن أسواق بغداد السياحية باعتبارها نمطاً حياً لصناعة الصفر وهي بكل حماس تؤدي رسالتها التراثية.

### المجاري
أطلق البغداديون لفظة (المجاري) على من يكري دوابه للمسافرين. وفي بغداد محلة معروفة باسم المجارية كانت قبل اليوم منطقة سكنية لهم ولدوابهم، وهي اليوم مساكن للناس.
ومع الأيام اطلقت كلمة (المجاري) على من ينقل الناس والتراب والحجارة على ظهور حميره.
ويبدو ان المجاري البغدادي كان مرزقاً في نهاية القرن التاسع عشر لانه كان يحمل نساء الطبقة الحاكمة وتجار بغداد على ظهور دوابه لزيارة البيوت المجاورة ولذلك بلغ ثمن الحمار الحساوي يومئذ خمسين باوناً استرلينياً... ورغم ذلك كانت جماعة المجارية التي ترافق القوافل هدفاً لمزعجات الليالي ومغامرات اللصوص.
وقد سجل تاريخ المجارية في بغداد ان المجاري المشهور (حندو) الجعيفري كان ينقل البضائع التجارية الخفيفة والمسافرين على ظهور حميره خلال رحلاته العديدة إلى إيران والشام والموصل... وكان يتحدى لصوص الطريق الذين كانوا يهربون على وجوههم عندما يعلمون بوجوه على رأس القافلة.
وكان المجارية الذين انتشروا في الجانب الشرقي من بغداد يجتمعون بحميرهم بالقرب من جامع الميدان... ومن هناك تسعى حميرهم في مناكب بغداد وراء الرزق الحلال، والذي ينبغي ان يسجل ان المقاهي التي كانت مجتمع المجارية ومستراحهم في جانبي (الكرخ والرصافة) أصبحت اثراً بعد عين، وتناثر المجارية على المقاهي العامة.
ولكن هناك مقهى صغير بالقرب من حمام شامي صغير بالكرخ ظل لفترة يجمع شملهم ويتيح لهم الفرصة لتبادل وجهات النظر.
لقد كانت حرفة المجاري رائجة قبل ظهور العربات والسيارات. وبهذه الوسائل الجديدة استغنى الناس في بغداد عن ركوب الحمير.